# Batalla d'Oriola
|  | Per a altres significats, vegeu «Batalla d'Oriola (1873)». |

La batalla d'Oriola fou una batalla lliurada entre les tropes agermanades i les tropes de Pedro Fajardo de Zúñiga y Requesens, marquès de Los Velez el 30 d'agost de 1521, a Oriola (Baix Segura).
La Germania és revocada pel rei en gener de 1520 i la tensió augmentà amb el nomenament de Diego Hurtado de Mendoza com a virrei, a l'abril de 1520; per la seua condició d'“estranger”, i perquè llavors els agermanats feren un “cop d'estat” municipal, amb el qual aconseguiren imposar representants populars en diferents jurats, magistratures i comissions de govern municipal sense arribar mai al control total. Conforme anaven sumant-se viles a la revolta, aquesta anava radicalitzant-se ì adquirí el rang de guerra civil i s'estengué per tot el Regne de València, amb la creació d'altres juntes dels tretze controlades per la de València, amb l'excepció de Xèrica, Segorb i Onda, on hi hagué cert moviment a favor i Morella, que estava obertament en contra.
A l'estiu de 1520 començaren algunes accions bèl·liques com l'assalt del vescomtat de Xelva, el saqueig de palaus nobiliaris i la crema de títols de propietat. Tot i la derrota de la revolta de les Comunitats de Castella a la batalla de Villalar el 23 d'abril, la revolta esclatà el juny de 1521, en dos fronts alhora: un al nord, a les comarques del Maestrat, la Plana i el Camp de Morvedre; i un altre al sud, a les terres d'Alzira, Xàtiva, Gandia i Elx.
El primer front fou doblement derrotat per les tropes d'Alfons I d'Empúries, el duc de Sogorb, primer a la batalla d'Orpesa i després a la batalla d'Almenara. El front del sud, per contra, aconseguí prendre el castell de Xàtiva i una important victòria a la batalla de Gandia sobre les tropes del virrei (de fet, l'única en batalla campal). Després d'aquest èxit, el saqueig de la vila i horta de Gandia, i el bateig forçós de tots els musulmans de la Safor, els agermanats començaren una sèrie de disputes internes de moderats contra radicals.
Les fortes contradiccions internes entre els agermanats els provocà una important pèrdua de força, a poc més d'un més de la impactant victòria en la batalla de Gandia, que conduïren a una estrepitosa derrota pel marquès de Los Vélez a la batalla d'Oriola. La desfeta dels agermanats fou decisiva per la Revolta de les Germanies. En ella perderen la vida més de dos mil hòmens i anà acompanyada per una important repressió, amb l'execució d'uns quaranta agermanats i la caiguda en mans reialistes de tot el sud del Regne de València, des d'Alacant fins a Ontinyent.